# FC Bergheim 2000
Der FC Bergheim 2000 (vollständiger Name: Fußballclub Bergheim 2000 e. V.) ist ein Fußballverein aus Bergheim im Rhein-Erft-Kreis. Die erste Mannschaft spielte in der Saison 2014/15 in der fünftklassigen Mittelrheinliga. Heimspielstätte ist der Lukas-Podolski-Sportpark.

## Geschichte

### Die Stammvereine
Der FC Bergheim 2000 entstand am 1. Juli 2000 durch die Fusion der Vereine Jugend 07 Bergheim und CfR Kenten. Die Spieler aus der Fußballabteilung des BSV Zieverich 1978 wechselten allesamt zum Fusionsverein. Der BSV blieb weiterhin eigenständig und zog seine Fußballmannschaft aus dem aktiven Spielbetrieb zurück. Die Vereinsfarben sind schwarz-blau, wobei schwarz für den CfR Kenten und blau für Jugend 07 Bergheim steht. Jugend 07 Bergheim spielte von 1931 bis 1933 in der höchsten Spielklasse und gehörte von 1952 bis 1954 der höchsten mittelrheinischen Amateurliga an. Zuletzt spielte der Heimatverein des Nationalspielers Lukas Podolski in der Kreisliga A. Der CfR Kenten spielte von 1978 bis 1982 in der mittelrheinischen Landesliga. 

### Nach der Fusion
Der neue Verein startete in der Kreisliga A und stieg im Jahre 2004 in die Kreisliga B ab. Nachdem im Jahre 2009 der Wiederaufstieg um einen Punkt verpasst wurde, gelang der Sprung in die Kreisliga A ein Jahr später. Im Jahre 2011 gelang den Bergheimern der Aufstieg in die Bezirksliga, dem der sofortige Durchmarsch in die Landesliga Mittelrhein folgte. Im Jahre 2014 gelang der Aufstieg in die Mittelrheinliga. Die Bergheimer sicherten sich die Meisterschaft der Landesliga durch die bessere Tordifferenz gegenüber dem TSV Hertha Walheim. Gleichzeitig übernahm der FCB die lokale Führungsrolle, nachdem der Lokalrivale Hilal Bergheim in die Landesliga abgestiegen war. Nach nur einer Saison ging es für den FC Bergheim 2000 als Vorletzter zurück in die Landesliga. 
Im Juli 2015 meldete der Verein die erste Mannschaft vom Spielbetrieb in der Landesliga ab und stand somit als erster Absteiger fest. Grund für den Rückzug war eine Steuernachforderungen, erhöhte Kosten für den Bau des Vereinsheims sowie eine Abfindung, die einen Fehlbetrag in sechsstelliger Höhe verursachten. In der Saison 2016/17 startete der Verein einen Neustart in der Bezirksliga. 2018 ging es für die Bergheimer hinunter in die Kreisliga A. Nach der folgenden Saison 2018/19 wurde die erste Mannschaft in die Kreisliga C zurückgezogen und schaffte 2025 den Aufstieg in die Kreisliga B.

## Stadion
Heimspielstätte des FC Bergheim 2000 ist der Lukas-Podolski-Sportpark. Das Stadion teilt sich der Verein mit den Lokalrivalen Hilal Bergheim und SV Viktoria Thorr. Benannt wurde das Stadion nach dem deutschen Nationalspieler Lukas Podolski, der sich mit einer finanziellen Spende am Ausbau der Anlage beteiligte. Podolski hatte von 1991 bis 1995 für den FC Jugend 07 Bergheim gespielt.

## Persönlichkeiten
- Giovanni Cannata
- Janosch Dziwior
- Hans-Jürgen Lex
- Moses Sichone
- Giuseppe Spitali